# John Fletcher
Pour les articles homonymes, voir Fletcher.
John Fletcher, né à Rye dans le Sussex de l'Est en 1579 et mort à Londres en 1625, est un dramaturge anglais

## Biographie
Fils de l'évêque anglican de Londres Richard Fletcher, John Fletcher est admis à l'âge de 11 ans au Corpus Christi College de l'Université de Cambridge. Il est destiné par sa famille au barreau ou au sacerdoce, mais renonce à ces carrières pour les lettres. Après avoir essuyé quelques refus, il parvient à faire jouer une pastorale tragi-comique intitulée The Faithful Shepherdess. Il se lie d'amitié avec le poète et dramaturge Francis Beaumont. Contemporains de Shakespeare, Beaumont et Fletcher connaîtront de leur temps une vogue plus considérable que le grand poète. 
Seul, en collaboration avec Beaumont ou avec nombreux autres dramaturges, Fletcher écrit plus de 50 pièces qui touchent à tous les genres : tragédies, comédies, tragi-comédies, pastorale.  Il collabore notamment avec Shakespeare pour l'écriture de Les Deux Nobles Cousins, et probablement aussi pour Henri VIII,. Il survit à son ami Beaumont, mort en 1615, et signe seul quelques nouvelles pièces.
Autant qu'il est possible de distinguer la part prise par chacun des deux amis à leurs ouvrages écrits en commun, le Dictionnaire Bouillet estime au XIXe siècle davantage les comédies qui auraient été écrites en grande partie par Fletcher : elles brillent par l'esprit, la vivacité et la fidélité des peintures de mœurs. Toujours selon le dictionnaire Bouillet, les meilleures seraient L'Ennemi des femmes (The Woman Hater, 1606), Le Capitaine (The Captain, 1609), Le Voyage des amants (Love's Pilgrimage, vers 1615-1616), auxquelles peut s'ajouter La Dédaigneuse (The Scornful Lady, vers 1613).
Fletcher meurt de la peste à Londres en 1625 et est inhumé à la cathédrale de Southwark.
L'édition la plus complète des œuvres de Beaumont, Fletcher est celle de Dyce, Londres 1844, 11 volumes in-8. Les pièces ont été traduites en français dans les Chefs-d'œuvre des Maîtres étrangers en 1813, et séparément par Ernest Lafond en 1864.

## Œuvre

### Théâtre

#### Pièces signée par John Fletcher seul
- The Faithful Shepherdess, pastorale (1608–1609)
- Valentinian, tragédie (1610–1614)
- Monsieur Thomas, comédie (vers 1610–1616)
- The Woman's Prize, or The Tamer Tamed, comédie (vers 1611)
- Bonduca, tragédie (1611)
- The Chances, comédie (1613–1625)
- Wit Without Money, comédie (vers 1614)
- The Mad Lover, tragi-comédie (1617)
- The Loyal Subject, , tragi-comédie (1618)
- The Humorous Lieutenant, tragi-comédie (vers 1619)
- Women Pleased, tragi-comédie (vers 1619–1623)
- The Island Princess, tragi-comédie (vers 1620)
- The Wild Goose Chase, comédie (vers 1621)
- The Pilgrim, comédie (vers 1621)
- A Wife for a Month, tragi-comédie (1624)
- Rule a Wife and Have a Wife, comédie (1624)

#### Pièces écrites en collaboration

##### Avec Francis Beaumont
- The Woman Hater, comédie (1606)
- Cupid's Revenge, tragédie (vers 1607–1612)
- Philaster, or Love Lies a-Bleeding, tragi-comédie (vers 1609)
- The Maid's Tragedy, tragédie (vers 1609)
- A King and No King, tragi-comédie (1611)
- The Captain, comédie (vers 1609–1612)
- The Scornful Lady, comédie (vers 1613)
- Love's Pilgrimage, tragi-comédie (vers 1615–1616)
- The Noble Gentleman, comédie (vers 1613)

##### Avec Beaumont etPhilip Massinger
- Thierry and Theodoret, tragédie (vers 1607)
- The Coxcomb, comédie (vers 1608–1610)
- Beggars' Bush, comédie (vers 1612–1613)
- Love's Cure, comédie (vers 1612–1613)

##### Avec Massinger
- Sir John van Olden Barnavelt, tragédie (1619)
- The Little French Lawyer, comédie (vers 1619–1623)
- A Very Woman, tragi-comédie (vers 1619–1622)
- The Custom of the Country, comédie (vers 1619–1623)
- The Double Marriage, tragédie (vers 1619–1623)
- The False One, pièce historique (vers 1619–1623)
- The Prophetess, tragi-comédie (1622)
- The Sea Voyage, comédie (1622)
- The Spanish Curate, comédie (1622)
- The Lovers' Progress or The Wandering Lovers, tragi-comédie (1623)
- The Elder Brother, comédie (vers 1625)

##### AvecNathan Field
- Four Plays, or Moral Representations, in One, moralité (vers 1608–1613)[3]

##### Avec Massinger et Field
- The Honest Man's Fortune, tragi-comédie (1613)
- The Queen of Corinth, tragi-comédie (vers 1616–1618)
- The Knight of Malta, tragi-comédie (vers 1619)

##### Avec Massinger,Ben JonsonetGeorge Chapman
- Rollo Duke of Normandy, or The Bloody Brother, tragédie (vers 1617)

##### AvecWilliam Shakespeare
- Henry VIII, pièce historique (vers 1613) (Henri VIII
- The Two Noble Kinsmen, tragi-comédie (vers 1613) (Les Deux Nobles Cousins)
- Cardenio, tragi-comédie (vers 1613), œuvre perdue selon certains, selon d'autres existante de façon adaptée sous la forme de la pièce Double Falsehood publiée par Lewis Theobald en 1727[4],[5].

##### AvecThomas MiddletonetWilliam Rowley
- Wit at Several Weapons, comédie (vers 1610–1620)

##### Avec Rowley
- The Maid in the Mill (1623)

##### AvecJames Shirley
- The Night Walker, or The Little Thief, comédie (vers 1611)

##### Pièces d'authenticité douteuses
- The Nice Valour, or The Passionate Madman, comédie (vers 1615–1625)
- The Laws of Candy, tragi-comédie (vers 1619–1623)
- The Fair Maid of the Inn, comédie (1626)
- The Faithful Friends, tragi-comédie (1660)